# Kloster Sanctus Sergius
Das Kloster Sanctus Sergius ist eine ehemalige Zisterzienserabtei in Byblos (Gibelet, heute Jbeil) im Libanon.

## Geschichte
Bischof Vassal von Byblos bot das verlassene Sergiuskloster 1231 zwei Mönchen aus der Primarabtei La Ferté, Andreas und Giles, an und stattete die Schenkung mit Land aus, übertrug die Stiftung aber unmittelbar auf das Kloster La Ferté und später auf den Abt von Kloster Cîteaux. 1238 riet das Generalkapitel, die Mönche aus Gibelet abzuziehen. Ein Versuch, das Kloster im Jahr 1241 wieder zu besiedeln, soll gescheitert sein. Das Kloster soll aber bis 1268 bestanden haben.